# Elytrimitatrix hondurenha
Elytrimitatrix hondurenha es una especie de escarabajo longicornio del género Elytrimitatrix, familia Cerambycidae, orden Coleoptera. Fue descrita científicamente por Santos-Silva & Hovore en 2008.

## Descripción
Mide 9,9-12,4 milímetros de longitud.

## Distribución
Se distribuye por Honduras.